# Záblatí (district de Žďár nad Sázavou)
Pour les articles homonymes, voir Záblatí.
Záblatí (en allemand : Sablat) est une commune du district de Žďár nad Sázavou, dans la région de Vysočina, en République tchèque. Sa population s'élevait à 234 habitants en 2020.

## Géographie
Záblatí se trouve à 5,5 km au sud-est du centre de Velká Bíteš, à 31,5 km au sud-est de Žďár nad Sázavou, à 42,5 km à l'est-sud-est de Jihlava et à 152 km au sud-est de Prague.
La commune est limitée par Osová Bítýška au nord et à l'est, par Vlkov au sud-est, par Velká Bíteš au sud et par Ruda à l'ouest.

## Histoire
La première mention écrite de la localité date de 1376.

## Transports
Par la route, Záblatí se trouve à 8 km de Velká Bíteš, à 34 km de Žďár nad Sázavou, à 48 km de Jihlava et à 168 km de Prague.